# 余市郡
- 令制国一覧 > 北海道 (令制) > 後志国 > 余市郡
- 日本 > 北海道 > 後志総合振興局 > 余市郡

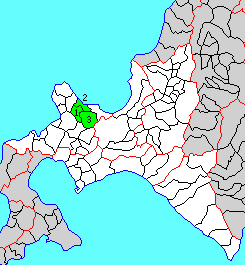
北海道余市郡の位置（1.仁木町 2.余市町 3.赤井川村）

余市郡（よいちぐん）は、北海道（後志国）後志総合振興局の郡。
人口21,302人、面積588.67km²、人口密度36.2人/km²。（2025年6月30日、住民基本台帳人口）
以下の2町1村を含む。
- 仁木町（にきちょう）
- 余市町（よいちちょう）
- 赤井川村（あかいがわむら）

## 郡域
1879年（明治12年）に行政区画として発足して以来、郡域は上記2町1村のまま変更されていない。

## 歴史

### 郡発足までの沿革
飛鳥時代に阿倍比羅夫が国家の出先機関「政所」や「郡領」を置いた「後方羊蹄（しりべし）」（『日本書紀』）は余市郡であるとの説がある。また、奈良時代以前の余市郡域は朝廷によって道外と蝦夷（えみし）の交易の拠点が置かれたとみられ、後世、余市川河口右岸にある大川遺跡から、7世紀の大刀や奈良時代の朝廷の役人が身に着けた帯金具のほか漢字を記した土器なども出土している。
室町時代に勃発したコシャマインの戦いの際、後志国域でも余市以西で和人（本州からの移民、瀬川拓郎の説によると後に渡党を自称）と蝦夷（金田一京助の説に従えば、唐子えぞ＝アイヌに相当）との戦闘が繰り広げられた。
江戸時代、余市郡域は和人地となる。松前藩によってヨイチ場所が開かれており、交易の拠点や藩の出先機関として旧下ヨイチ運上家などの運上屋が建てられ住民の撫育政策であるオムシャも行われた。また漁場（旧余市福原漁場など）も開かれていた。漁場の状況については北海道におけるニシン漁史も参照されたい。
陸上交通は複数の道が開削されており、渡島国から天塩国増毛郡への道のりの途上であったため、文化年間に岩内郡と余市郡を結ぶ余市山道（国道276号･国道5号稲穂峠の前身）が開削され道中の宿場として笹小屋なども設けられた。このほか、余市場所請負人竹屋長左衛門は余市から古平境界までの2里（7.9km）余の道を開削。この他にも道が開かれている。海上交通は余市に寄航する北前船の航路も開かれていた。
江戸時代初期、寛文9年6月に日高国域を中心におこったシャクシャインの蜂起が平定された後、余市でも蝦夷の松前藩に対する恭順の確認が行われた。安永2年山碓稲荷を創祀。
江戸時代後期の享和3年、間宮林蔵が西蝦夷地沿岸の測量を行った。文化4年に余市郡域は公議御料（幕府直轄領）とされたが、文政4年には松前藩領に復した。文政10年には稲荷神社が創建、これは後世、山碓稲荷の合祀を経て余市神社となっている。松浦武四郎は弘化3年のほか、安政3年と同4年にも向山源太夫に同行し余市に立ち寄っている。安政2年余市郡域は上知令により再び公議御料となり庄内藩が警固をおこなっていた。戊辰戦争（箱館戦争）終結直後の1869年、大宝律令の国郡里制を踏襲して余市郡が置かれた。

### 郡発足以降の沿革

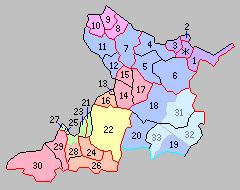
北海道一・二級町村制施行時の余市郡の町村（4.余市町 5.大江村 6.赤井川村 青：区域が発足時と同じ町村）

- 明治2年8月15日（1869年9月20日） - 北海道で国郡里制が施行され、後志国および余市郡が設置される。開拓使が管轄。
- 明治5年
  - 4月9日（1872年5月15日） - 全国一律に戸長・副戸長を設置（大区小区制）。
  - 10月10日（1872年11月10日） - 4月に設置された区を大区と改称し、その下に旧来の町村をいくつかまとめて小区を設置（大区小区制）。
- 明治9年（1876年）9月 - 従来開拓使において随意定めた大小区画を廃し、新たに全道を30の大区に分ち、大区の下に166の小区を設けた。

- 第4大区
  - 3小区 ： 黒川村、山田村、畚部村
  - 4小区 ： 浜中村、川村
  - 5小区 ： 沢町、富沢町、山道村
  - 6小区 ： 山臼村、沖村

- 明治12年（1879年）7月23日 - 郡区町村編制法の北海道での施行により、行政区画としての余市郡が発足。
- 明治13年（1880年）3月 - 小樽郡外二郡役所（小樽高島忍路余市郡役所）の管轄となる。同年仁木村発足。
- 明治14年（1881年）- 浜中村が浜中町に、山臼村が山臼町にそれぞれ改称。中町、梅川町、琴平町が発足。
- 明治15年（1882年）2月8日 - 廃使置県により札幌県の管轄となる。
- 明治16年（1883年）- 大江村が成立。
- 明治19年（1886年）1月26日 - 廃県置庁により北海道庁札幌本庁の管轄となる。
- 明治22年（1889年）1月 - 小樽郡外六郡役所（小樽高島忍路余市古平美国積丹郡役所）の管轄となる。
- 明治26年（1893年）- 川村が大川町に改称。
- 明治30年（1897年）11月5日 - 郡役所が廃止され、小樽支庁の管轄となる。
- 明治32年（1899年）- 大江村から赤井川村が分離して成立。
- 明治33年（1900年）7月1日 - 北海道一級町村制の施行により、浜中町、沢町、富沢町、中町、梅川町、琴平町、山臼町、黒川村、山田村、畚部村（ふごっぺむら）、大川町、沖村の区域をもって余市町（一級町）が発足。（1町）
- 明治35年（1902年）4月1日 - 北海道二級町村制の施行により、仁木村、大江村、山道村の区域をもって大江村（二級村）が発足。（1町1村）
- 明治39年（1906年）4月1日 - 北海道二級町村制の施行により、赤井川村（二級村、単独村制）が発足。（1町2村）
- 明治43年（1910年）3月1日 - 小樽支庁が廃止され、後志支庁の管轄となる。
- 大正4年（1915年）4月1日 - 大江村が北海道一級町村制を施行。
- 昭和18年（1943年）6月1日 - 北海道一・二級町村制が廃止され、北海道で町村制を施行。二級町村は指定町村となる。
- 昭和21年（1946年）10月5日 - 指定町村を廃止。
- 昭和22年（1947年）5月3日 - 地方自治法の施行により北海道後志支庁の管轄となる。
- 昭和39年（1964年）11月1日 - 大江村が町制施行、即日改称して仁木町となる。（2町1村）
- 平成22年（2010年）4月1日 - 後志支庁が廃止され、後志総合振興局の管轄となる。